# 릭 스타이너
릭 스타이너(영어: Rick Steiner, 1961년 3월 9일)는 미국의 프로레슬링선수다. 본명은 로버트 리치스타이너(영어: Robert Rechsteiner)다. 키는 181cm 몸무게는 130kg이다.
前 아마추어 레슬링 WCW, WWE, TNA 출신으로 현재는 휴식을 취하고 있다. 동생은 마찬가지로 프로레슬링선수인 스캇 스타이너이다.

## 수상
- NWA 플로리다 헤비웨이트 챔피언 1회
- NWA 월드 태그팀 챔피언 (미드 아틀란틱 버전) 1회 - 스캇 스타이너
- NWA 유나이티드 스테이츠 태그팀 챔피언 1회 - 에디 길버트
- NWA 월드 텔레비전 챔피언 1회
- WCW 유나이티드 스테이츠 챔피언 1회
- WCW 월드 텔레비전 챔피언 2회
- WCW 월드 태그팀 챔피언 7회 - 스캇 스타이너 (6회), 케니 카오스 (1회)
- WCW 유나이티드 스테이츠 태그팀 챔피언 1회 - 스캇 스타이너
- NWA 미드 아틀란틱 태그팀 챔피언 2회 - 테리 타일러 (1회), 스캇 스타이너 (1회)
- IWGP 태그팀 챔피언 2회 - 스캇 스타이너
- PCW 태그팀 챔피언 1회 - 스캇 스타이너
- PWA 태그팀 챔피언 1회 - 스캇 스타이너
- PACW 태그팀 챔피언 1회 - 스캇 스타이너
- SCW 챔피언 1회
- UWF 월드 태그팀 챔피언 1회 - 스팅
- WLW 헤비웨이트 챔피언 2회
- WPW 헤비웨이트 챔피언 1회
- WWE 월드 태그팀 챔피언 (구 버전) 2회 - 스캇 스타이너
- WWE 명예의 전당 헌액자 (2022년)